# Alexander Schleicher Ka 6
Dimensions
L'Alexander Schleicher Ka 6 Rhönsegler est un planeur de compétition allemand de Classe Standard qui a dominé la compétition au début des années 1960. 1400 exemplaires ont été construits.

## Origine
Le 29 octobre 1955 débutèrent les essais en vol d'un nouveau planeur de compétition monoplace à aile haute cantilever de 14 m d’envergure et profil laminaire dessiné par Rudolf Kaiser. Les essais révélèrent d’excellentes qualités mais il fut décidé d’allonger la voilure de 40 cm sur le modèle de série. En 1956 fut créée la Classe Standard et Kaiser n'eut qu'à allonger la voilure de 60 cm supplémentaires pour produire un grand planeur de compétition.

## Versions
- Ka 6 Rhönsegler : Première version de série, 14,40 m d'envergure; 25 exemplaires construits.
- Ka6b Rhönsegler : Pour satisfaire à la classe standard, apparue en 1956, Rudolf Kaiser porta l’envergure du Rhönsegler à 15 m. Le prototype effectua son premier vol en juillet 1957. 
  - Ka 6 BR : Première version de série Classe Standard, qui se distingue du prototype par le remplacement du patin d'atterrissage par une roue. Ce planeur se classe premier et troisième aux Championnats du Monde à Leszno, Pologne, en 1958. Deux ans plus tard la compétition se déroula à Cologne-Butzweilerhof. Sur 35 concurrents 16 prirent le départ sur Ka 6, dont Heinz Huth qui obtient le titre mondial.
- Ka 6c : Évolution du Ka 6 b dont le prototype vola le 29 octobre 1959, la production de série suivant immédiatement. L'appareil se distingue surtout par une modification du dessin de l'emplanture d'aile.
  - Ka 6 CR : Le précédent sur roue au lieu de ski. Ce planeur a dominé les compétitions nationales et internationales pendant une dizaine d’années. Ainsi Heinz Huth remporta le Championnat d’Allemagne en 1960 et 1963, puis le Championnat du monde en 1963 à Junin, Argentine, sur son Ka 6 CR, baptisé ‘Alte Liebe’. Le Ka 6 CR est aussi titulaire de plusieurs records internationaux: En 1963 Karl Betzler et Otto Schauble, volant sur deux Ka 6 CR, portèrent le record de distance à 876 km. L'année suivante Wally Scott établit un nouveau record de distance avec but fixé, 837,7 km, aux États-Unis.
  - Ka 6 CRPE : Modification de certains Ka 6 CR avec un stabilisateur entièrement mobile comme sur le K 6 E.
- K 6E : En avril 1965 débutèrent les essais en vol de cette nouvelle version, conservant la voilure du Ka 6CR, dont le dièdre était simplement réduit de 2°, mais avec un fuselage en fibre de verre largement inspiré de celui du K 10. La verrière était donc plus longue, le fuselage moins haut, et le stabilisateur était monobloc. La production de série ne débuta qu’en 1972, trop tard pour que ce nouveau modèle dont la finesse atteignait pourtant 34, puisse soutenir la comparaison en compétition avec les nouveaux planeurs en fibre. Pourtant en 1967 Wally Scott effectuera un vol de 888 km, s'attribuant le Trophée Barringer aux États-Unis. Le K 6E sera produit durant trois ans avant d’être remplacé sur le catalogue d’Alexandre Schleicher par l’ASW 15.
- Ka 6 B-S : Un Ka 6 doté d'une nouvelle voilure à profil laminaire Wortmann réalisé en 1962 pour essais comparatifs avec le K 10.

## Production
- 26 de type Ka 6
- 150 de type Ka 6 b/BR
- 700 de type Ka 6c/CR
- 394 de type K 6E